# Авария в энергосистеме в Подмосковье (2025)
Энергетическая авария в Подмосковье - авария в энергосистеме, произошедшая в ночь с 1 на 2 мая 2025 года, являющийся самым крупным происшествием за 15 лет. Во время ночного снегопада и ветра были обесточены 237 ЛЭП и более 4 тыс. трансформаторных подстанций. По приблизительным данным, около 26 тыс. человек остались без света. 
Губернатор Андрей Воробьёв заявил, что работы по восстановлению электроэнергии продолжались всю ночь. Также были задействованы сотрудники МЧС: 230 бригад, 700 специалистов и 265 ед. техники. Гендиректор ПАО «Россети» Александр Пятигор ранее сказал: «К концу 3 мая, к 23:00 восстановят электроснабжение». Однако вскоре были скорректированы сроки восстановления электроэнергии, так как устранение аварии в кратчайшие сроки оказалось невозможным. Пятигор заявил, что к 4 мая все работы будут завершены. 
На утро 3 мая около 18 тысяч человек обесточены от электроэнергии.

## Хронология
1 мая в Московской области и Москве было объявлено штормовое предупреждение: прогнозируют порывы ветра до 15 м/с и сильный снегопад.
Вечером 1 мая обрушился сильный ветер с снегопадом. Основной удар стихиии принял север и северо-запад Подмосковья. Сильный снегопад повалил около 1,5 тыс. деревьев на ЛЭП, в результате тысячи людей были обесточены. 
Губернатор Андрей Воробьёв 2 мая заявил, что циклон с ветром и снегом оставил без света 90 населённых пунктов. Власти обещали восстановить электроснабжение к вечеру 2 мая.
К утру 3 мая было восстановлено около 2,5 тыс. энергообъектов в Подмосковье. Пятигор заявил, что электричество будет полностью восстановлено к ночи с 3 на 4 мая .
В ночь с 4 на 5 мая электрики "Россети" завершили основную работу по восстановлению энергоснабжения.
6 мая Иван Курданин, глава Дмитровского округа сообщил, что в работе над восстановлением электричества задействованы около 300 специалистов и 40 ед. техники.
7 мая энергетики восстановили основную сеть 60-110 кВ в Подмосковье. Также были завершены работы по восстановлению высоковольтной сети над напряжением 6-10 кВ в Дмитровском округе.
8 мая в Дмитровском округе была восстановлена работа всех высоковольтных сетей.
10 мая энергетики восстановили 1,5 тыс. пролетов ЛЭП и заменили около 150 пролетов ЛЭП.